# Mangapwani
Mangapwani là thị trấn ở đảo Unguja thuộc Tanzania, đảo chính của Zanzibar. Đảo nằm ở vị trí bờ biển tây bắc, cách Zanzibari (thủ đô của Stone Town) 25 km về phía bắc. Tên thị trấn nghĩa là "Bờ Ả Rập" trong tiếng Swahili..